# Зенітна гармата

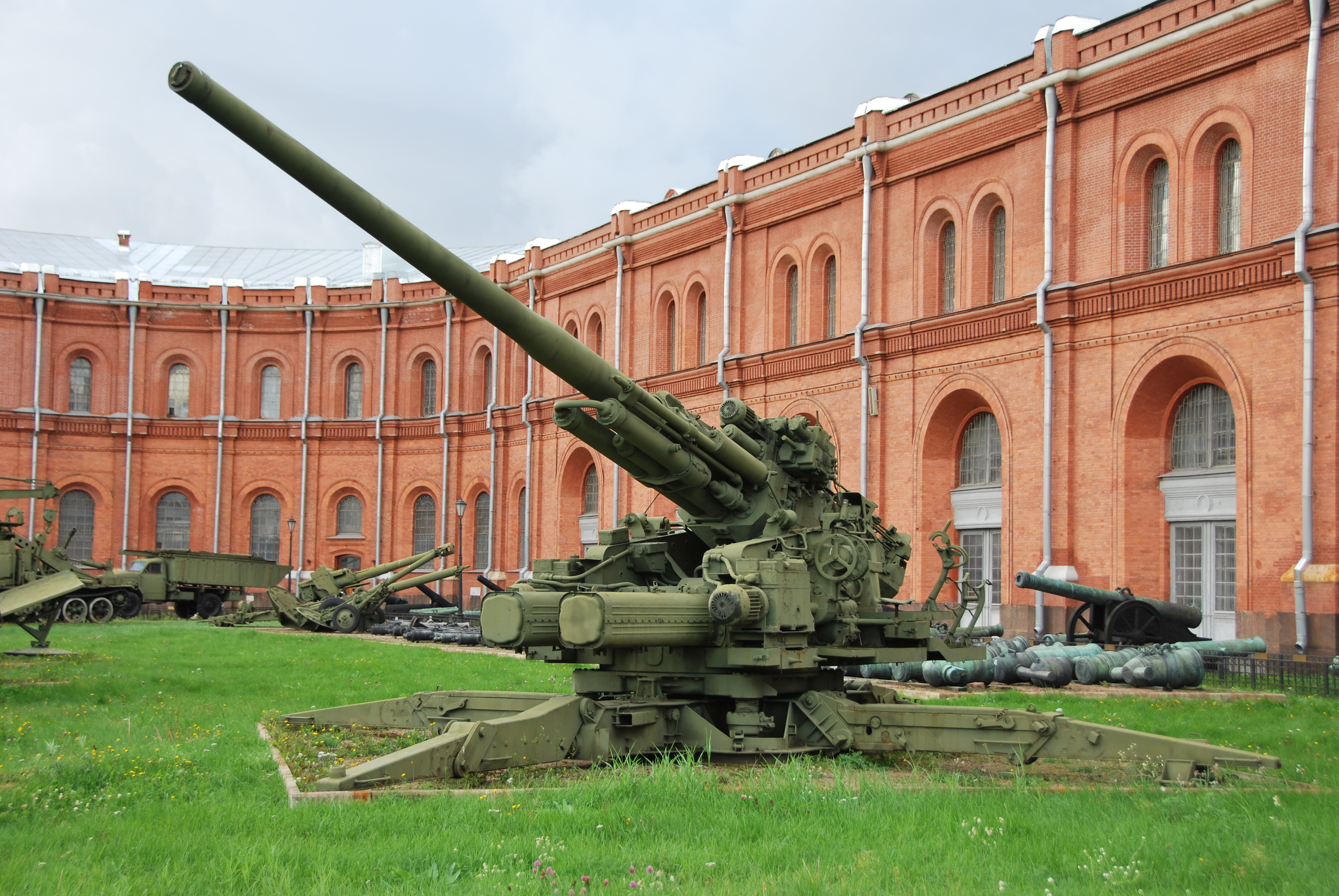
130-мм зенітна гармата КС-130. СРСР

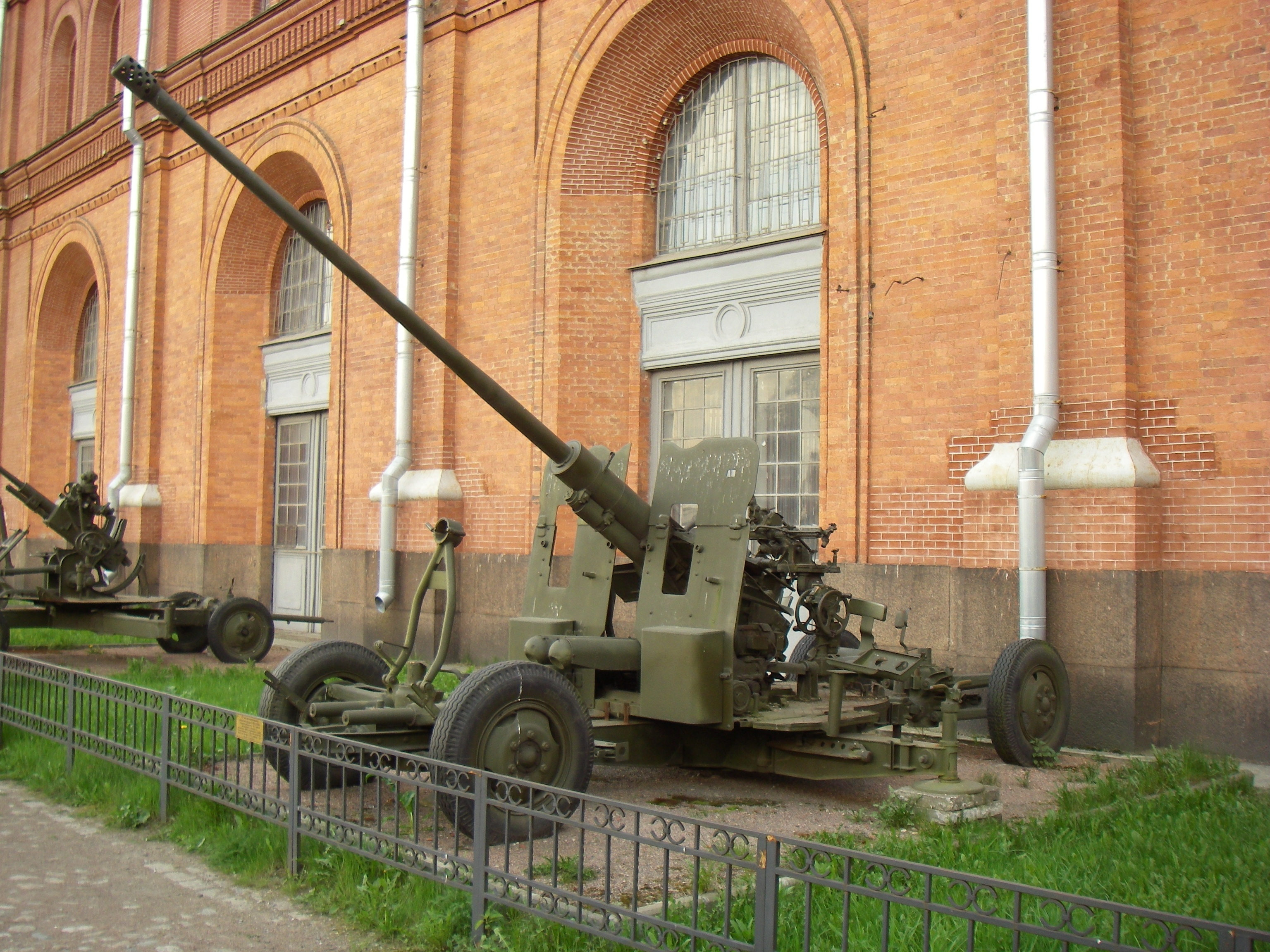
Радянська 57-мм зенітна гармата С-60.

Зені́тна гарма́та — артилерійська гармата, призначена для стрільби по повітряних цілях. Застосовується також для ураження наземних і надводних цілей. Зенітні гармати класифікуються за калібром (малого — від 20 до 60 мм, середнього — 60—100 мм, великого — понад 100 мм) і за особливостями конструкції (автоматичні та напівавтоматичні).

## Історія розвитку

### Поява

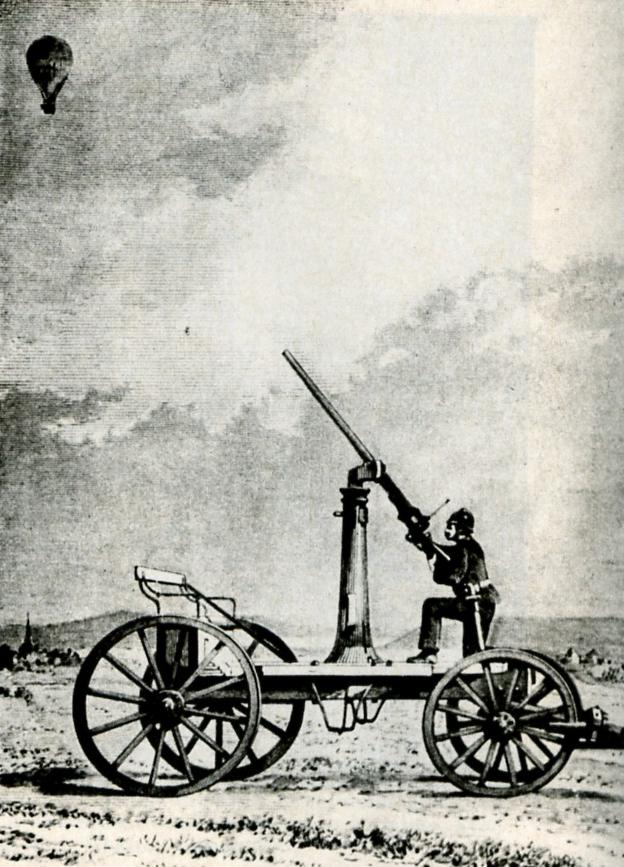
Малюнок першої відомої зенітної гармати — Ballonabwehrkanone Альфреда Круппа

Перша відома зенітна гармата була створена німецьким промисловцем та винахідником Альфредом Круппом в 1870 році під час Французько-пруської війни для боротьби з повітряними кулями, якими обложений Париж налагодив сполучення з рештою країни.
Створена ним 37-мм (за іншими даними — 25-мм) зенітна гармата отримала назву нім. Ballonabwehrkanone, BaK, досл. «гармата для боротьби з кулями». Заряджання відбувалось через казенну частину, встановлена вона була на лафеті на підводі. Лафет забезпечував можливість обертати ствол на 360° та доволі високі кути піднесення.
Через застосування простого відкритого прицілу, аналогічного «звичайним» гарматам та гвинтівкам того часу, та снарядів без трасера, прицілювання й коригування вогню вимагало значних зусиль. Та попри те, прусські військові змогли збити п'ять куль та імовірно пошкодити іще три.

### Перша світова війна

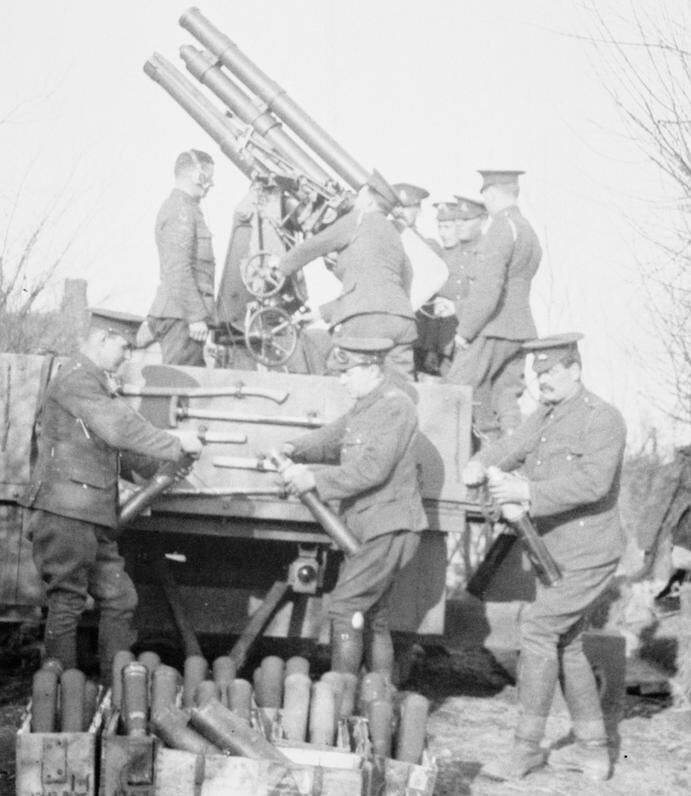
Зенітна гармата «QF 13 pounder Mk IV» часів Першої світової війни.

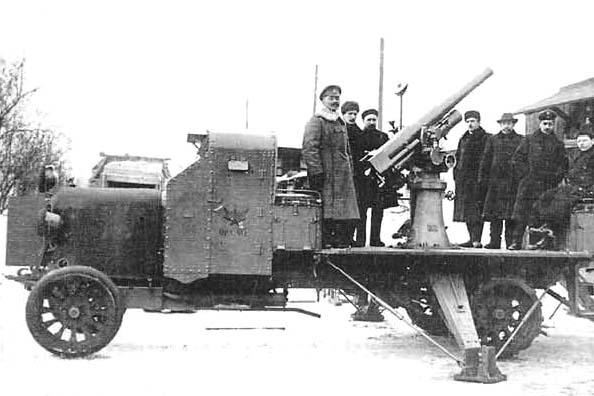
Капітан В. В. Тарновський (крайній ліворуч) з розробниками першої спеціальної зенітної 76-міліметрової гармати, березень 1915 року

3енітні гармати з'явилися на початку Першої світової війни у Німеччині, Франції і Італії. У Росії перші 76-мм протилітакові гармати були виготовлені у 1915 р. По ходу розвитку авіації удосконалювалася і зенітна артилерія. 3енітні гармати різних калібрів створювалися в рухомому (буксировані або змонтовані на автомобілях) і рідше у стаціонарному варіанті. Радянські 25-мм (1940), 37- і 85-мм зенітні гармати (1939), що поступили на озброєння на початку Другої світової війни за своїми тактико-технічними даними не поступалися найкращим іноземним зразкам.

### Друга світова війна
Під час Другої світової війни зенітна артилерія переживає бурхливий розвиток.
Для оборони Лондона від масових обстрілів крилатими ракетами Фау-1 Велика Британія за підтримки США застосовує зенітні артилерійські комплекси у складі РЛС наведення SCR-584, електронної станції керування M-9 та 90-мм зенітних гармат. Разом з радіодетонаторами, вони виявились ефективним засобом боротьби з крилатими ракетами, успішно відбивали атаки на Лондон та Антверпен.

### Повоєнні часи
Після Другої світової війни розвиток зенітних гармат у всіх країнах супроводилося збільшенням калібру, початкової швидкості снаряда, скорострільності, точності стрільби і рухомості. Зенітні гармати оснащувалися новими приладами управління артилерійським зенітним вогнем, станціями гарматного наведення і становили в цілому зенітні артилерійські комплекси. Досяжність цілей за висотою зенітних гармат середнього калібру досягала 15 км, великого — 20 км; скорострільність становила відповідно 25 і 12 постр./хв. Ці гармати вели стрільбу по повітряних цілях осколковими і осколково-фугасними снарядами з дистанційними детонаторами. Для боротьби з танками в їх боєкомплекті були бронебійні снаряди.
З появою у 50-х рр. зенітних ракетних комплексів значення зенітних гармат середнього і великого калібру стало зменшуватися. У всіх арміях удосконалювалися спарені, зчетверені і шестиствольні зенітні самохідні установки (ЗСУ) малого калібру, рахунково-вирішальними пристроями і приладами для автоматичного наведення гармат.

## Будова
Для сучасних малокаліберних зенітних гармат характерні високий темп (до 1000 постр./хв. на ствол) і точність стрільби, збільшені швидкості наведення (до 90 град/с), підвищена маневреність (швидкість пересування до 50—60 км/год) і прохідність. Прилади управління вогнем дозволяють у стислі терміни готувати дані для стрільби й уражати повітряні цілі у будь-яких метеоумовах, вдень та вночі.
Сучасні зенітні гармати малого калібру є автоматичними (можуть вести вогонь довгими або короткими чергами, а також поодинокими пострілами). Наведення гармат на ціль здійснюється як силовими приводами стеження, керованими від приладів керування артилерійським зенітним вогнем або приладів напівавтоматичного наведення, так і уручну за даними приладу керування вогнем або прицілу.
Стрільба по повітряним цілям ведеться бронебійно-запалювальними та уламково-фугасними снарядами ударної дії з самоліквідацією їх у повітрі у разі промаху. Початкова швидкість снарядів 800—1200 м/с.
Основними частинами автоматичної зенітної гармати є: автомат (ствол із дульним гальмом і накатником, затвор і ствольна обойма з прискорювальним і натяжним механізмами, магазин, люлька з досилаючим механізмом і гальмом відкоту), станок з платформою, механізмами наведення і зрівноважуючим пристроєм, електричний (або гідравлічний) привод стеження й автоматичний зенітний приціл.
Вдосконалення малокаліберних зенітних гармат йде по лінії підвищення їх вогневих і маневрених якостей, надійності, прискорення переведення з похідного положення в бойове.

### Зенітний артилерійський комплекс
Зенітний артилерійський комплекс поєднує низку засобів для ураження, переважно повітряних цілей, артилерійськими снарядами. До складу комплексу входить одна чи більше зенітних гармат (артилерійських автоматів), комплекс радіоприладів, станції наведення гармат.
Бойову ефективність зенітного артилерійського комплексу визначає низка характеристик, зокрема: зона обстрілу, граничний режим вогню (кількість пострілів, які можливо здійснити за проміжок часу без шкоди для гармати), тривалість циклу стрільби, середня витрата снарядів на ураження одного засобу повітряної атаки за різних умов стрільби, мобільність, надійність, живучість.
Розрізняють наземні (причіпні та самохідні) та корабельні зенітні артилерійські комплекси.
Самохідні артилерійські комплекси, зазвичай, повністю розташовують на одному самохідному шасі.
Корабельні артилерійські комплекси, окрім власних спеціальних засобів, подекуди, використовують загальнокорабельні засоби.